# 熱那亞 (阿肯色州)
熱那亞（英語：Genoa）是位於美國阿肯色州米勒縣的一個非建制地區。該地的面積和人口皆未知。

## 地理
熱那亞的座標為33°23′01″N 93°54′35″W / 33.38361°N 93.90972°W，而該地的平均海拔高度為111米（即364英尺）。